# Pirrie Col
Der Pirrie Col ist ein Gebirgspass in Form eines Bergsattels auf der westantarktischen Vega-Insel. Er liegt zwischen dem Sandwich Bluff im Norden und dem Léal Bluff im Süden.
Das UK Antarctic Place-Names Committee benannte den Pass 1993 nach dem Sedimentologen Duncan Pirrie (* 1964) vom British Antarctic Survey, der zwischen 1985 und 1990 hier mehrfach Untersuchungen durchgeführt hatte.